# Internationella bilfria dagen
Internationella bilfria dagen (World Carfree Day) infaller den 22 september varje år. Dagen har uppmärksammats världen över sedan år 2000 genom att bilister uppmanas att inte använda bilen under ett dygn.
Den internationella bilfria dagen lanserades av Carbusters, nu World Carfree Network, men föregicks av flera nationella kampanjer, bland annat i Storbritannien 1997 och Frankrike 1998. Idag organiseras bilfria dagar i ett stort antal europeiska länder under EU-projektet European Mobility Week.
Organiserade evenemang hålls i många städer och länder för att ge bilister och övriga invånare en uppfattning om hur deras ort skulle kunna se ut med färre bilar.